# سرگئی روماس
سرگئی روماس (بلاروسی: Сяргей Мікалаевіч Румас؛ زادهٔ ۱ دسامبر ۱۹۶۹ در گومل) سیاستمدار و اقتصاددان اهل بلاروس است که از سال ۲۰۱۸ تا ۲۰۲۰ نخست‌وزیر بلاروس بود.